# فلقورة نحيلة الرأس
فلقورة نحيلة الرأس (الاسم العلمي: Fulgora graciliceps) هي نوع من الحشرات يتبع جنس الفلقورة من الفصيلة الفلقورية.